# Leptogenys assamensis
Leptogenys assamensis é uma espécie de formiga do gênero Leptogenys, pertencente à subfamília Ponerinae.